# Narceus
Genre
Synonymes
- Arctobolus Cook, 1904[1]
- Rhexenor Rafinesque, 1820[1]

Narceus est un genre de mille-pattes de l'ordre des Diplopoda.

## Liste d'espèces
Selon World Register of Marine Species (18 octobre 2019) :
- Narceus americanus (Palisot de Beauvouis, 1817)
- Narceus annularis (Rafinesque, 1820)
- Narceus gordanus (Chamberlin, 1943)
- Narceus oklahomae (Chamberlin, 1931)
- Narceus tinctorius Rafinesque, 1820
- Narceus woodruffi Causey, 1959